# Marienrachdorf

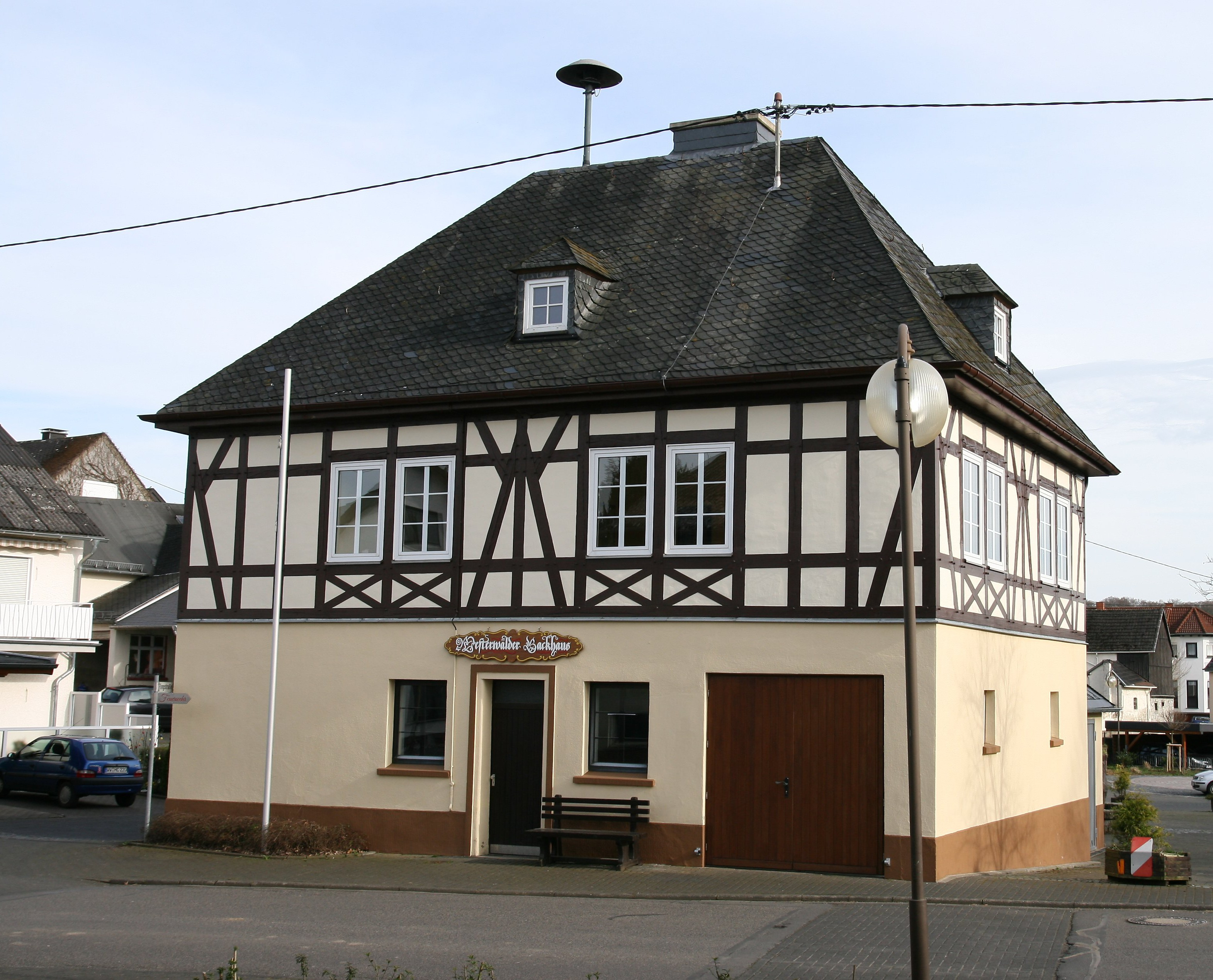
Gemeindehaus

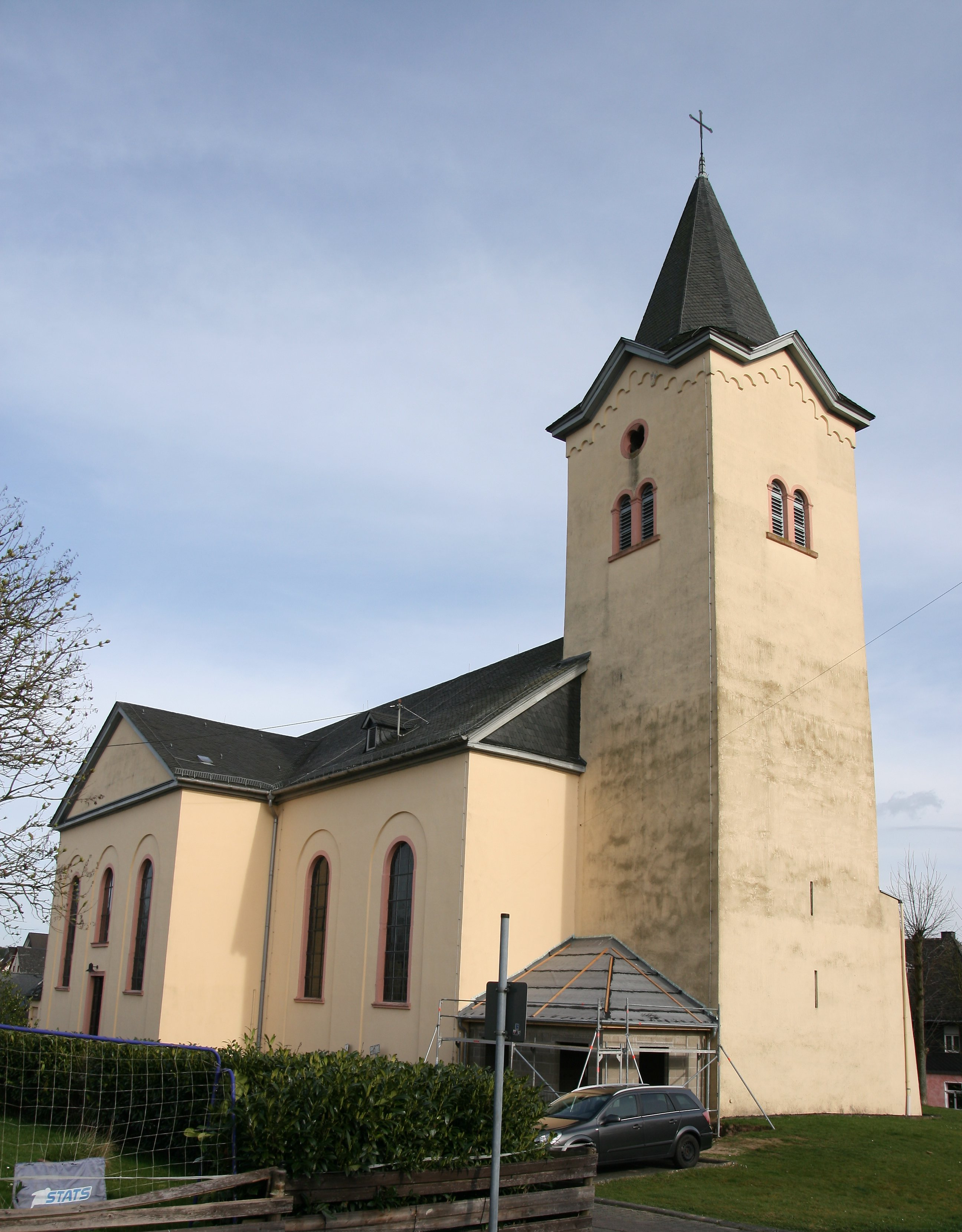
Katholische Pfarrkirche Mariä Himmelfahrt

Marienrachdorf (mundartlich: Mairachtroff) ist eine Ortsgemeinde im Westerwaldkreis in Rheinland-Pfalz. Sie gehört der Verbandsgemeinde Selters (Westerwald) an.

## Geographische Lage
Marienrachdorf liegt rund vier Kilometer nordwestlich von Selters. Zu Marienrachdorf gehört auch der Wohnplatz Hof Irrlicht.

## Geschichte
1190 wurde der Ort erstmals als Rachdorf urkundlich in Zusammenhang mit einem Rorich von Rechdorf erwähnt, der sich nach seinem Herrschaftssitz Freirachdorf so nannte. Den Ursprung des Ortes führt man auf frühe fränkische Siedlungen zurück. Der ursprüngliche Name Rachdorf bedeutet Dorf des Racho und unterlief im Laufe der Zeit einen vielfachen Wandel. So hieß der Ort Maroraychdorf im frühen 14. Jahrhundert, hundert Jahre später Matraichdorff um 1426 und Marck(t)rachdorf(f) in den Jahren 1513/1550 mit der Bedeutung „an der Mark (Grenze) liegendes Rachdorf“ im Unterschied zu den Nachbarorten Freirachdorf und Brückrachdorf. Die Bedeutung des Zusatzes ging in den folgenden Jahrhunderten verloren, und der Ortsname wurde 1739 nach der Pfarrkirche Mariä Himmelfahrt, 1325 erstmals erwähnt, aber vom Stil her aus dem 12. Jahrhundert stammend, als Mariae Rachdorf und später als Marienrachdorf umgeändert.
Die alte Kirche Mariä Himmelfahrt musste einem 1853 geweihten Neubau gleichen Namens weichen, wobei der alte Kirch- und Wehrturm aus dem 14. Jahrhundert mit erneuertem Oberteil im klassizistischen Stil erhalten blieb. An den romanischen Westturm schließt sich ein kreuzförmiges Schiff in spätklassizistischem Stil an; Rundbögen gliedern im Innern die breiten Querarme und die Westempore ab. Der Innenraum konnte mit einer bemerkenswerten Ausstattung aus säkularisiertem Klostergut eingerichtet werden; aus der Mainzer Kartause gelangten zwei Seitenaltaraufsätze (um 1760) in Nussbaumfurnierung hierher; sieben spätbarocke Holzstatuen (18. Jahrhundert) gab das Kloster Marienstatt ab.
Gericht und Kirchspiel, bestehend aus den Dörfern Marienrachdorf, Krümmel, Maroth, Trierischhausen, Sessenhausen mit dem Hof Kutscheid und Marienhausen, unterstanden den Herren von Isenburg als Landesherren, zuletzt den Grafen von Isenburg-Grenzau bis 1664. Nach dem Tode des Grafen Ernst von Isenburg-Grenzau starb die Linie aus, und Marienrachdorf fiel an das kurtrierische Amt Herschbach, 1803 mit diesem an das Fürstentum Nassau-Weilburg und 1806 an das Herzogtum Nassau. Die Ämter Herschbach und Selters wurden 1817 zum neuen Amtsbezirk Selters vereinigt (bis 1865). 1866 fiel Marienrachdorf an Preußen und wurde ein Jahr später Teil des neu gebildeten Unterwesterwaldkreises. Im Jahre 1882 erhielt Marienrachdorf den Anschluss an das Eisenbahnnetz, der den Quarzitbergbau vor Ort förderte. Ende der 1970er Jahre war der Abbau weitgehend erschöpft, die rekultivierte Fläche gelangte 1982 wieder in das Eigentum der Gemeinde.
Nach dem Zweiten Weltkrieg kam der Unterwesterwaldkreis 1946 zum neu formierten Land Rheinland-Pfalz. Im Zuge der territorialen Verwaltungsneugliederung wurde die Gemeinde Marienrachdorf im April 1972 der Verbandsgemeinde Selters (Westerwald) zugeordnet. Seit dem 16. März 1974 gehört Marienrachdorf zum Westerwaldkreis.

## Politik

### Gemeinderat
Der Gemeinderat in Marienrachdorf besteht aus 16 Ratsmitgliedern, die bei der Kommunalwahl am 9. Juni 2024 in einer personalisierten Verhältniswahl gewählt wurden, und dem ehrenamtlichen Ortsbürgermeister als Vorsitzendem. Insgesamt sind drei verschiedene Wählergruppen im Rat vertreten. Bis 2019 hatte der Gemeinderat 12 Mitglieder.
Die Sitzverteilung im Gemeinderat:
| Wahl | WG Klöckner | WG Eberz | WG Haubrich | WG Herkenroth | WG Schultes | WG Klein | WG Schäfer | Gesamt   |
| ---- | ----------- | -------- | ----------- | ------------- | ----------- | -------- | ---------- | -------- |
| 2024 | –           | –        | 2           | –             | –           | 4        | 10         | 16 Sitze |
| 2019 | 11          | 3        | 2           | –             | –           | –        | –          | 16 Sitze |
| 2014 | 9           | 2        | 1           | –             | –           | –        | –          | 12 Sitze |
| 2009 | 7           | 1        | 1           | 2             | 1           | –        | –          | 12 Sitze |

### Bürgermeister
Björn Schäfer wurde am 27. September 2022 Ortsbürgermeister von Marienrachdorf. Bei der am 18. September 2022 durchgeführten Direktwahl war er mit einem Stimmenanteil von 93,11 % gewählt worden. Bei der Direktwahl am 9. Juni 2024 wurde er ohne Gegenkandidaten mit 91,3 % der Stimmen wiedergewählt.
Schäfers Vorgänger Dieter Klöckner wurde zuletzt bei den Kommunalwahlen 2019 mit 86,90 Prozent der abgegebenen Stimmen für weitere fünf Jahre in seinem Amt bestätigt. Im Sommer 2022 kündigte er jedoch an, aus gesundheitlichen Gründen das Amt im Herbst 2022 vorzeitig niederzulegen.

### Wappen
| Wappen von Marienrachdorf | Blasonierung: „In Silber eine wachsende silbergekrönte, goldnimbierte Muttergottes in natürlichen Farben in blauem Gewand mit blauem Schleier über weißem Kleid mit goldenem Medaillon, den linken Arm vor die Brust haltend, auf dem rechten Arm ein goldnimbiertes, goldhaariges, unbekleidetes Christuskind in natürlichen Farben, einen blauen Reichsapfel mit goldenem Ringbeschlag und goldenem Tatzenkreuz in der rechten Hand haltend.“ |
| Wappen von Marienrachdorf | |

## Verkehr

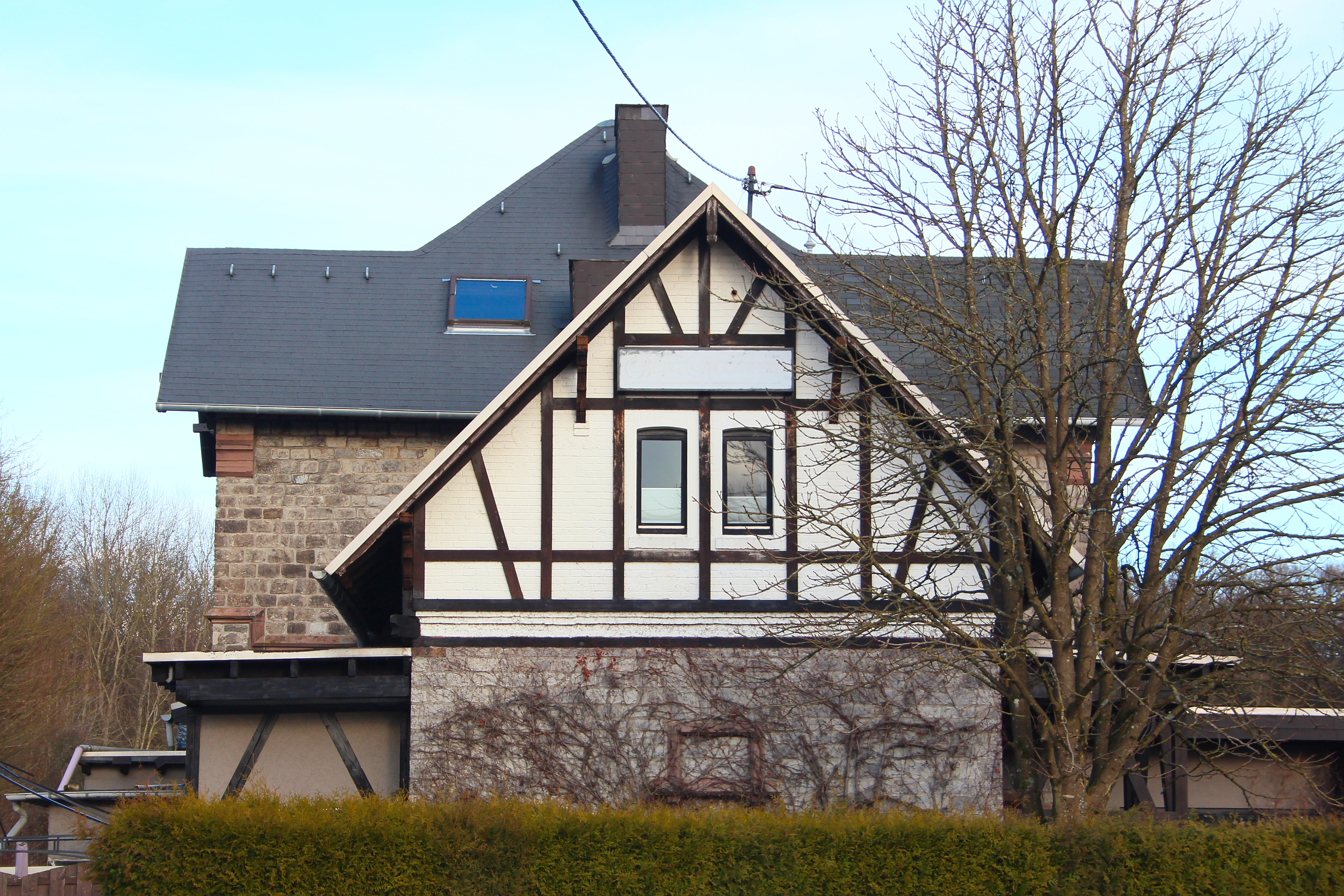
Bahnhof Marienrachdorf an der Holzbachtalbahn

- Nordwestlich der Gemeinde verläuft die B 413, die von Bendorf nach Hachenburg führt.
- Die nächste Autobahnanschlussstelle ist Dierdorf an der A 3.
- Marienrachdorf liegt an der Bahnstrecke Engers–Au (Altenkirchen-Flammersfeld-Puderbach-Selters-Siershahn), auch Holzbachtalbahn genannt, welche 2025 jedoch nicht im SPNV bedient wird.
- Anschluss an den Eisenbahnverkehr besteht am Bahnhof Siershahn.
- Es verkehren Regionalbusse.
- Der Ort liegt im Tarifgebiet des Verkehrsverbundes Rhein-Mosel (VRM).
- Der nächstgelegene ICE-Halt ist der Bahnhof Montabaur an der Schnellfahrstrecke Köln–Rhein/Main.